# Фигейра-ди-Каштелу-Родригу
Фигейра-ди-Каштелу-Родригу (порт. Figueira de Castelo Rodrigo; [fi'gɐiɾɐ dɨ kɐʃ'tɛlu ʁu'dɾigu]) — муниципалитет в Португалии, входит в округ Гуарда. По старому административному делению входил в провинцию Бейра-Алта. Входит в экономико-статистический субрегион Бейра-Интериор-Норте, который входит в Центральный регион. Численность населения — 2,3 тыс. жителей (посёлок), 6,7 тыс. жителей (муниципалитет)а на 2006 год. Занимает площадь 508,57 км².
Праздник посёлка — 7 июля.

## Расположение
Посёлок расположен в 46 км на северо-восток от адм. центра округа города Гуарда.
Муниципалитет граничит:
- на севере — муниципалитет Фрейшу-де-Эшпада-а-Синта
- на востоке — Испания
- на юге — муниципалитет Алмейда
- на юго-западе — муниципалитет Пиньел
- на северо-западе — муниципалитет Вила-Нова-де-Фош-Коа

## История
Посёлок основан в 1209 году.

## Транспорт
| Численность населения муниципалитета по годам | Численность населения муниципалитета по годам | Численность населения муниципалитета по годам | Численность населения муниципалитета по годам | Численность населения муниципалитета по годам | Численность населения муниципалитета по годам | Численность населения муниципалитета по годам | Численность населения муниципалитета по годам | Численность населения муниципалитета по годам |
| --------------------------------------------- | --------------------------------------------- | --------------------------------------------- | --------------------------------------------- | --------------------------------------------- | --------------------------------------------- | --------------------------------------------- | --------------------------------------------- | --------------------------------------------- |
| 1801                                          | 1849                                          | 1900                                          | 1930                                          | 1960                                          | 1981                                          | 1991                                          | 2001                                          | 2004                                          |
| 7059                                          | 7784                                          | 14 716                                        | 13 339                                        | 13 237                                        | 9140                                          | 8105                                          | 7158                                          | 6884                                          |

## Состав муниципалитета
В муниципалитет входят следующие районы:
1. Алгодреш
2. Алмофала
3. Каштелу-Родригу
4. Синку-Вилаш
5. Колмеал
6. Эшкальян
7. Эшкаригу
8. Фигейра-де-Каштелу-Родригу
9. Фрейшеда-ду-Торран
10. Мата-де-Лобуш
11. Пенья-да-Агиа
12. Кинтан-де-Перу-Мартинш
13. Рейгада
14. Вале-де-Алфонсинью
15. Вермиоза
16. Вилар-Торпин
17. Вилар-де-Амаргу